# Theridion metator
Theridion metator är en spindelart som beskrevs av Simon 1907. Theridion metator ingår i släktet Theridion och familjen klotspindlar.
Artens utbredningsområde är Guinea-Bissau. Inga underarter finns listade i Catalogue of Life.